# Djupvatnet
Djupvatnet es un lago en el extremo sureste del municipio de Stranda, en el condado de Møre og Romsdal (Noruega). Cuenta con dos quilómetros cuadrados de superficie y se encuentra a 1016 metros sobre el nivel del mar.  El lago es parte del nacimiento del sistema del río Otta, que corre en dirección sureste, hacia el lago Breiddalsvatnet y hacia el condado de Oppland.
La Ruta del Condado 63 sigue la orilla norte del lago. El pueblo turístico de Geiranger y el Fiordo de Geiranger se encuentran a unos 12 kilómetros hacia el norte del lago. El monte Dalsnibba se encuentra justo al noroeste del lago y hay una carretera que sube el monte que empieza en el lado noroeste del lago.

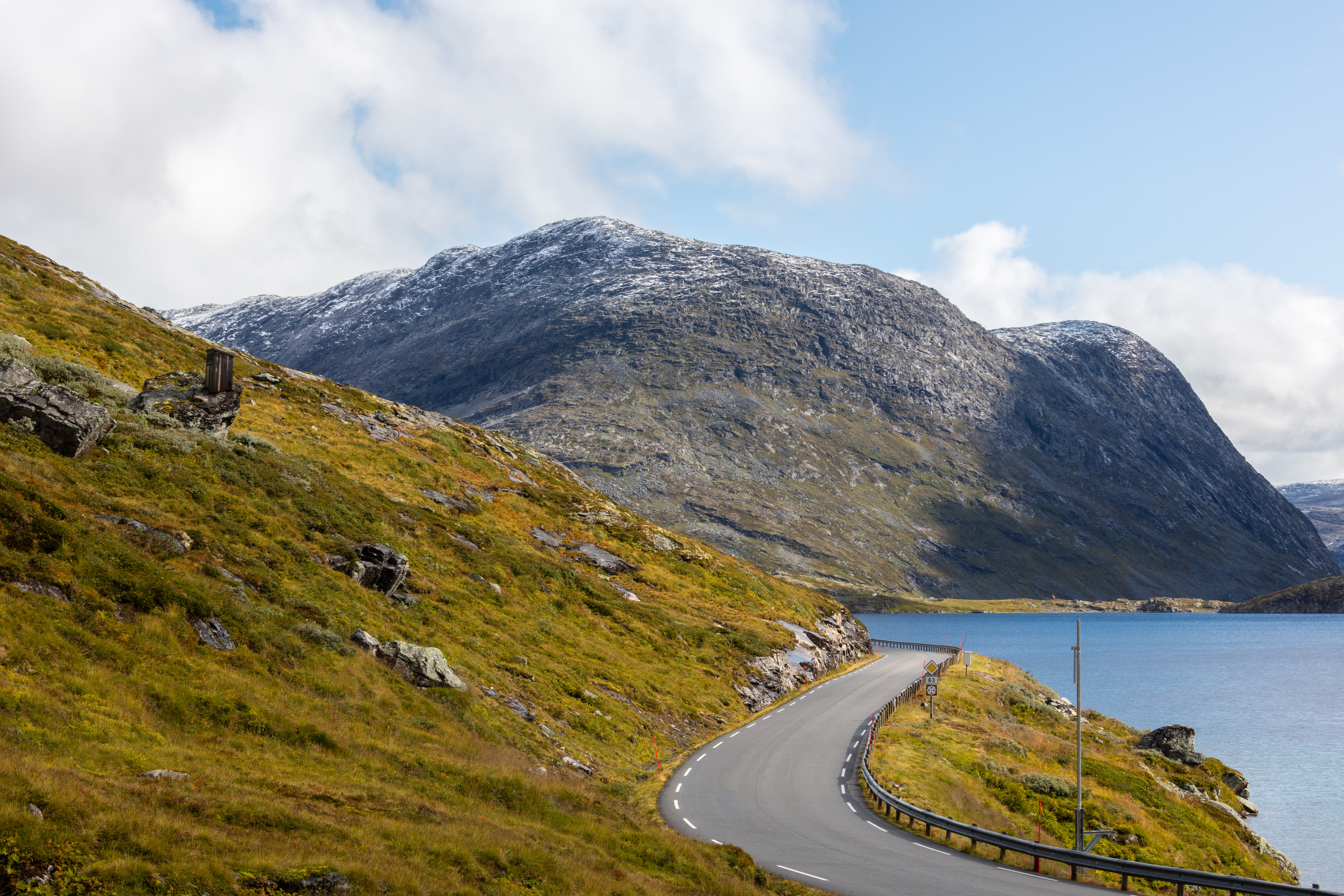
Ruta del Condado 63 a su paso por Djupvatnet